# マリにおけるLGBTの権利
マリにおけるLGBTの権利（マリにおけるLGBTのけんり）では、マリ共和国におけるLGBTの法的状況について扱う。
マリ共和国では、男性・女性にかかわらず同性愛行為そのものは違法ではないが、公法がLGBTの人物に不利に適用される可能性は存在する。また、同性婚は認められておらず、性的指向に関する差別からの法的な保護も特に定められていない。2007年のPew Global Attitudes Projectによる調査では、マリの居住者のうち98%が同性愛者は社会から排除すべきだと考えており、これは調査された44ヶ国のうち最も高いものだった。また、2008年12月18日に第63回国連総会に提出された「性的指向と性自認に関する宣言(英語: UN declaration on sexual orientation and gender identity)」に関してはシリアによる反対声明に賛同している。